# Glabrotheca aciculispora
Glabrotheca aciculispora är en svampart som beskrevs av Chardón 1939. Glabrotheca aciculispora ingår i släktet Glabrotheca, divisionen sporsäcksvampar och riket svampar.   Inga underarter finns listade i Catalogue of Life.